# Grand Prix moto d'Australie 2007
Le  Grand Prix moto d'Australie 2007 est la seizième manche du championnat du monde de vitesse moto 2007. La compétition s'est déroulée du 12 au 14 octobre 2007 sur le circuit de Phillip Island.
C'est la 19e édition du Grand Prix moto d'Australie.

## Résultat des MotoGP
| Pos  | Grille | Pilote           | Moto     | Tours | Temps           | Points |
| ---- | ------ | ---------------- | -------- | ----- | --------------- | ------ |
| 1    | 3      | Casey Stoner     | Ducati   | 27    | 41 min 12 s 244 | 25     |
| 2    | 5      | Loris Capirossi  | Ducati   | 27    | +6 s 763        | 20     |
| 3    | 2      | Valentino Rossi  | Yamaha   | 27    | +10 s 038       | 16     |
| 4    | 1      | Daniel Pedrosa   | Honda    | 27    | +11 s 663       | 13     |
| 5    | 7      | Alex Barros      | Ducati   | 27    | +19 s 475       | 11     |
| 6    | 6      | Randy De Puniet  | Kawasaki | 27    | +27 s 313       | 10     |
| 7    | 14     | John Hopkins     | Suzuki   | 27    | +29 s 243       | 9      |
| 8    | 16     | Chris Vermeulen  | Suzuki   | 27    | +34 s 833       | 8      |
| 9    | 11     | Colin Edwards    | Yamaha   | 27    | +35 s 073       | 7      |
| 10   | 12     | Marco Melandri   | Honda    | 27    | +36 s 971       | 6      |
| 11   | 13     | Carlos Checa     | Honda    | 27    | +37 s 721       | 5      |
| 12   | 10     | Anthony West     | Kawasaki | 27    | +38 s 426       | 4      |
| 13   | 8      | Shinya Nakano    | Honda    | 27    | +47 s 430       | 3      |
| 14   | 9      | Sylvain Guintoli | Yamaha   | 27    | +54 s 324       | 2      |
| 15   | 18     | Toni Elias       | Honda    | 27    | +1 min 10 s 471 | 1      |
| 16   | 15     | Makoto Tamada    | Yamaha   | 27    | +1 min 12 s 904 |        |
| 17   | 19     | Kurtis Roberts   | KR212V   | 27    | +1 min 13 s 020 |        |
| Abd. | 4      | Nicky Hayden     | Honda    | 8     | Abandon         |        |
| Abd. | 17     | Chaz Davies      | Ducati   | 8     | Abandon         |        |

## Résultat des 250 cm³
| Pos  | Num. | Pilote              | Moto    | Tours | Temps           | Grille | Points |
| ---- | ---- | ------------------- | ------- | ----- | --------------- | ------ | ------ |
| 1    | 1    | Jorge Lorenzo       | Aprilia | 25    | 39 min 25 s 727 | 1      | 25     |
| 2    | 19   | Álvaro Bautista     | Aprilia | 25    | +19 s 634       | 3      | 20     |
| 3    | 34   | Andrea Dovizioso    | Honda   | 25    | +19 s 724       | 7      | 16     |
| 4    | 4    | Hiroshi Aoyama      | KTM     | 25    | +19 s 797       | 6      | 13     |
| 5    | 12   | Thomas Lüthi        | Aprilia | 25    | +20 s 066       | 8      | 11     |
| 6    | 60   | Julián Simón        | Honda   | 25    | +21 s 045       | 9      | 10     |
| 7    | 58   | Marco Simoncelli    | Gilera  | 25    | +32 s 960       | 5      | 9      |
| 8    | 73   | Shuhei Aoyama       | Honda   | 25    | +33 s 043       | 10     | 8      |
| 9    | 3    | Alex De Angelis     | Aprilia | 25    | +33 s 051       | 4      | 7      |
| 10   | 55   | Yuki Takahashi      | Honda   | 25    | +44 s 814       | 12     | 6      |
| 11   | 15   | Roberto Locatelli   | Gilera  | 25    | +48 s 733       | 13     | 5      |
| 12   | 16   | Jules Cluzel        | Honda   | 25    | +54 s 010       | 15     | 4      |
| 13   | 17   | Karel Abrahám       | Aprilia | 25    | +1 min 03 s 218 | 21     | 3      |
| 14   | 41   | Aleix Espargaró     | Aprilia | 25    | +1 min 09 s 368 | 14     | 2      |
| 15   | 28   | Dirk Heidolf        | Aprilia | 25    | +1 min 17 s 807 | 17     | 1      |
| 16   | 50   | Eugene Laverty      | Honda   | 25    | +1 min 21 s 239 | 24     |        |
| 17   | 32   | Fabrizio Lai        | Aprilia | 25    | +1 min 31 s 245 | 16     |        |
| 18   | 44   | Taro Sekiguchi      | Aprilia | 25    | +1 min 33 s 575 | 22     |        |
| 19   | 8    | Ratthapark Wilairot | Honda   | 25    | +1 min 33 s 916 | 23     |        |
| 20   | 21   | Federico Sandi      | Aprilia | 24    | +1 tour         | 25     |        |
| Abd. | 25   | Alex Baldolini      | Aprilia | 18    | Abandon         | 19     |        |
| Abd. | 10   | Imre Toth           | Aprilia | 5     | Abandon         | 18     |        |
| Abd. | 7    | Efren Vazquez       | Aprilia | 3     | Accident        | 20     |        |
| Abd. | 89   | Ho Wan Chow         | Aprilia | 1     | Abandon         | 26     |        |
| Abd. | 36   | Mika Kallio         | KTM     | 1     | Accident        | 11     |        |
| Abd. | 80   | Héctor Barberá      | Aprilia | 0     | Abandon         | 2      |        |

## Résultat des 125 cm³
| Pos  | Pilote                | Moto    | Tours | Temps           | Points |
| ---- | --------------------- | ------- | ----- | --------------- | ------ |
| 1    | Lukáš Pešek           | Derbi   | 23    | 38 min 03 s 020 | 25     |
| 2    | Joan Olivé            | Aprilia | 23    | +0 s 090        | 20     |
| 3    | Héctor Faubel         | Aprilia | 23    | +0 s 190        | 16     |
| 4    | Simone Corsi          | Aprilia | 23    | +0 s 405        | 13     |
| 5    | Esteve Rabat          | Honda   | 23    | +0 s 915        | 11     |
| 6    | Tomoyoshi Koyama      | KTM     | 23    | +1 s 315        | 10     |
| 7    | Mattia Pasini         | Aprilia | 23    | +1 s 316        | 9      |
| 8    | Gábor Talmácsi        | Aprilia | 23    | +1 s 371        | 8      |
| 9    | Sergio Gadea          | Aprilia | 23    | +1 s 457        | 7      |
| 10   | Sandro Cortese        | Aprilia | 23    | +14 s 652       | 6      |
| 11   | Pol Espargaró         | Aprilia | 23    | +21 s 745       | 5      |
| 12   | Randy Krummenacher    | KTM     | 23    | +22 s 687       | 4      |
| 13   | Nicolás Terol         | Derbi   | 23    | +26 s 491       | 3      |
| 14   | Mike Di Meglio        | Honda   | 23    | +26 s 563       | 2      |
| 15   | Steve Bonsey          | KTM     | 23    | +37 s 823       | 1      |
| 16   | Bradley Smith         | Honda   | 23    | +37 s 981       |        |
| 17   | Joey Lijtens          | Honda   | 23    | +40 s 406       |        |
| 18   | Lorenzo Zanetti       | Aprilia | 23    | +40 s 453       |        |
| 19   | Dominique Aegerter    | Aprilia | 23    | +44 s 271       |        |
| 20   | Andrea Iannone        | Aprilia | 23    | +44 s 831       |        |
| 21   | Simone Grotzkyj       | Aprilia | 23    | +51 s 482       |        |
| 22   | Michael Ranseder      | Derbi   | 23    | +1 min 01 s 153 |        |
| 23   | Roberto Tamburini     | Aprilia | 23    | +1 min 03 s 614 |        |
| 24   | Dino Lombardi         | Honda   | 23    | +1 min 18 s 524 |        |
| 25   | Ferruccio Lamborghini | Aprilia | 23    | +1 min 37 s 558 |        |
| 26   | Glenn Scott           | Aprilia | 22    | +1 tour         |        |
| Abd. | Stefan Bradl          | Aprilia | 19    | Abandon         |        |
| Abd. | Pablo Nieto           | Aprilia | 17    | Abandon         |        |
| Abd. | Alexis Masbou         | Honda   | 15    | Accident        |        |
| Abd. | Danny Webb            | Honda   | 13    | Accident        |        |
| Abd. | Raffaele De Rosa      | Aprilia | 5     | Abandon         |        |